# Данилівка (Ізюмський район)
Дани́лівка — село в Україні, у Барвінківській міській громаді Ізюмського району Харківської області. Населення становить 18 осіб. До 2020 орган місцевого самоврядування — Подолівська сільська рада.

## Географія
Село Данилівка знаходиться на лівому березі річки Сухий Торець, на протилежному березі села Благодатне та Подолівка. За 4 км знаходиться залізнична станція Язикове.
Відстань до райцентру становить близько 15 км і проходить автошляхом місцевого значення та Т 2113.

## Історія
- 1812 — дата заснування села.
- Раніше село в ходило до складу Ізюмського повіту і було родовим маєтком харківської гілки дворян Данилевських, від яких і отримало назву.
- Село постраждало внаслідок геноциду українського народу, проведеного урядом СССР в 1932—1933 роках, кількість встановлених жертв в Данилівці — 125 людей[1].
- 12 червня 2020 року, відповідно до Розпорядження Кабінету Міністрів України  № 725-р «Про визначення адміністративних центрів та затвердження територій територіальних громад Харківської області», увійшло до складу Барвінківської міської територіальної громади[2].
- 19 липня 2020 року, в результаті адміністративно-територіальної реформи та ліквідації Барвінківського району, село увійшло до складу Ізюмського району[3].

## Економіка
- В селі є молочно-товарна ферма.

## Пам'ятки
- Ботанічний заказник місцевого значення «Данилівський». Площа 20,5 га. Розміщений поруч із селом Данилівка. Добре збереглися ділянки справжніх степів і засолених сухих лугів з рідкісними для флори України та Харківщини видами і рослинними угрупуваннями[4].

## Відомі люди
- У селі народився відомий український письменник Григорій Данилевський.
- Ткаченко — кобзар.